# راي ريتشاردسون (رسام)
راي ريتشاردسون (بالإنجليزية: Ray Richardson)‏ هو رسام بريطاني، ولد في 1964 في لندن في المملكة المتحدة.

## وصلات خارجية
- الموقع الرسمي